# Goodbye (Rose Villain)
Goodbye è un singolo della cantante italiana Rose Villain, pubblicato il 24 Luglio 2020 via Arista, Sony Music Italy.'

## Video musicale
Il video di Goodbye diretto dalla stessa Rose Villain è stato pubblicato sul canale YouTube dell'artista il 23 Settembre 2020

## Tracce
Testi e musiche di Rosa Luini, Andrea Ferrara.
1. Goodbye – 2:25